# Mariä-Himmelfahrt-Kathedrale (Tuzla)

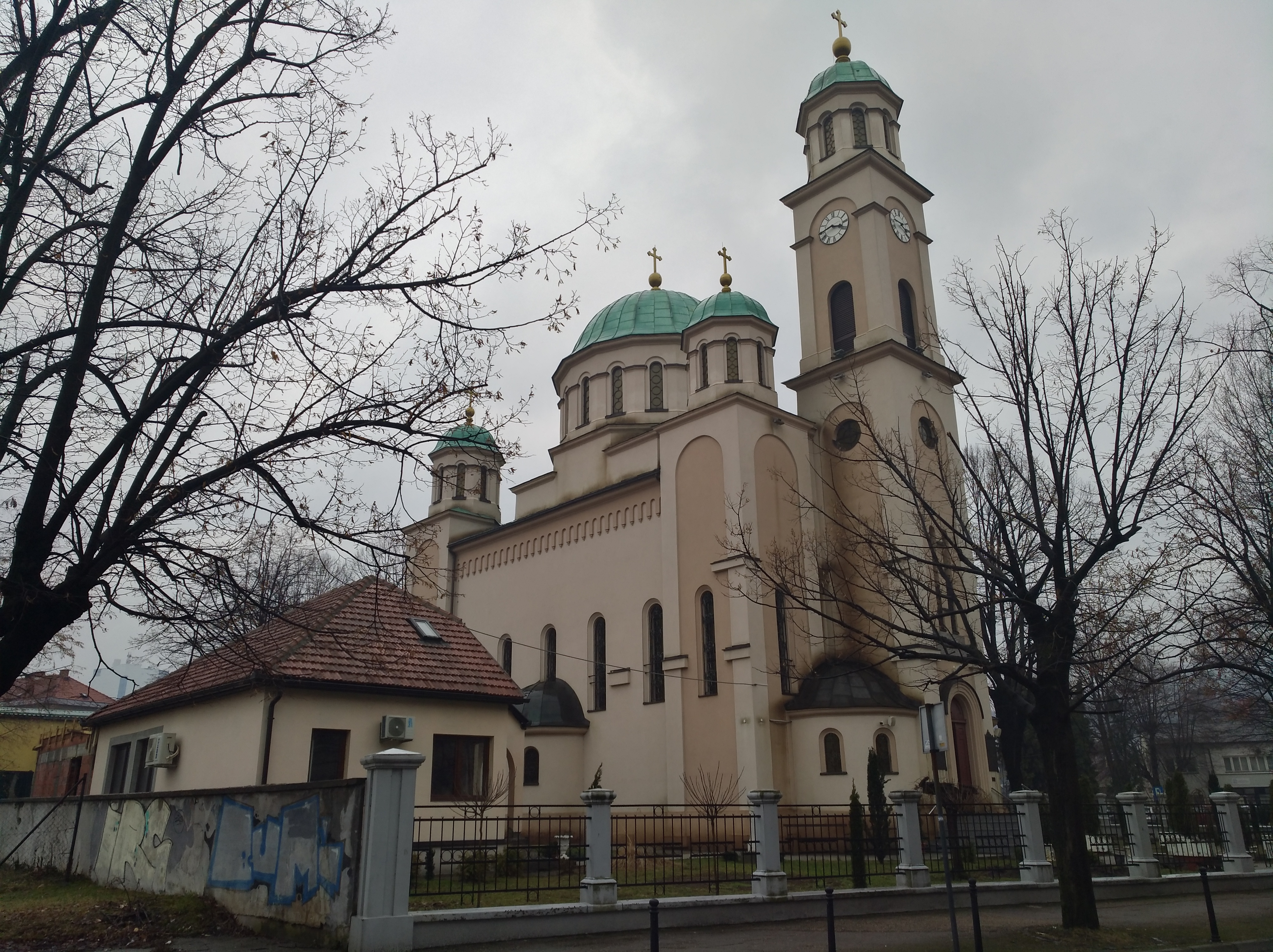
Mariä-Himmelfahrt-Kathedrale

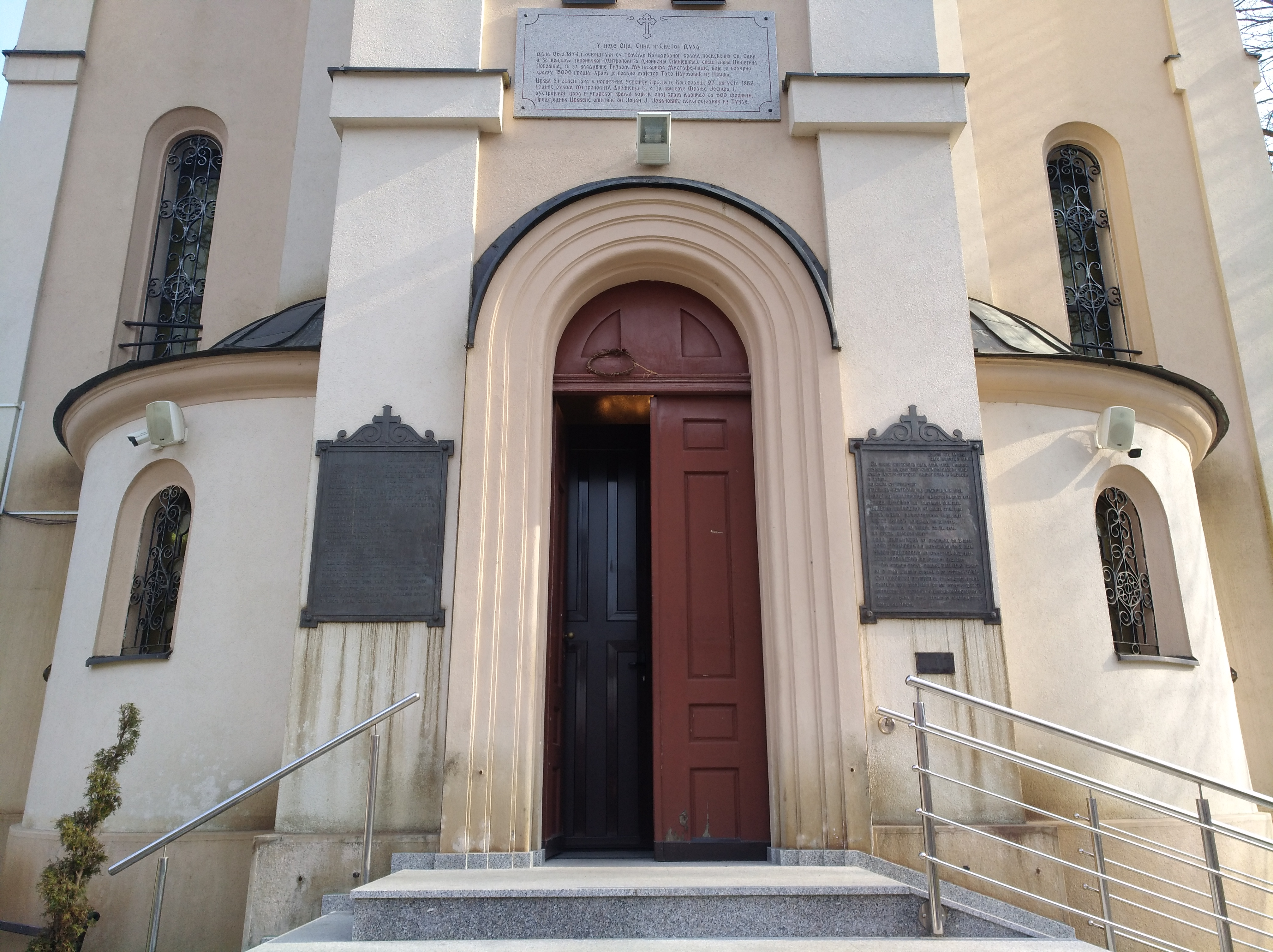
Eingang mit Stiftungs- und Gedenktafeln

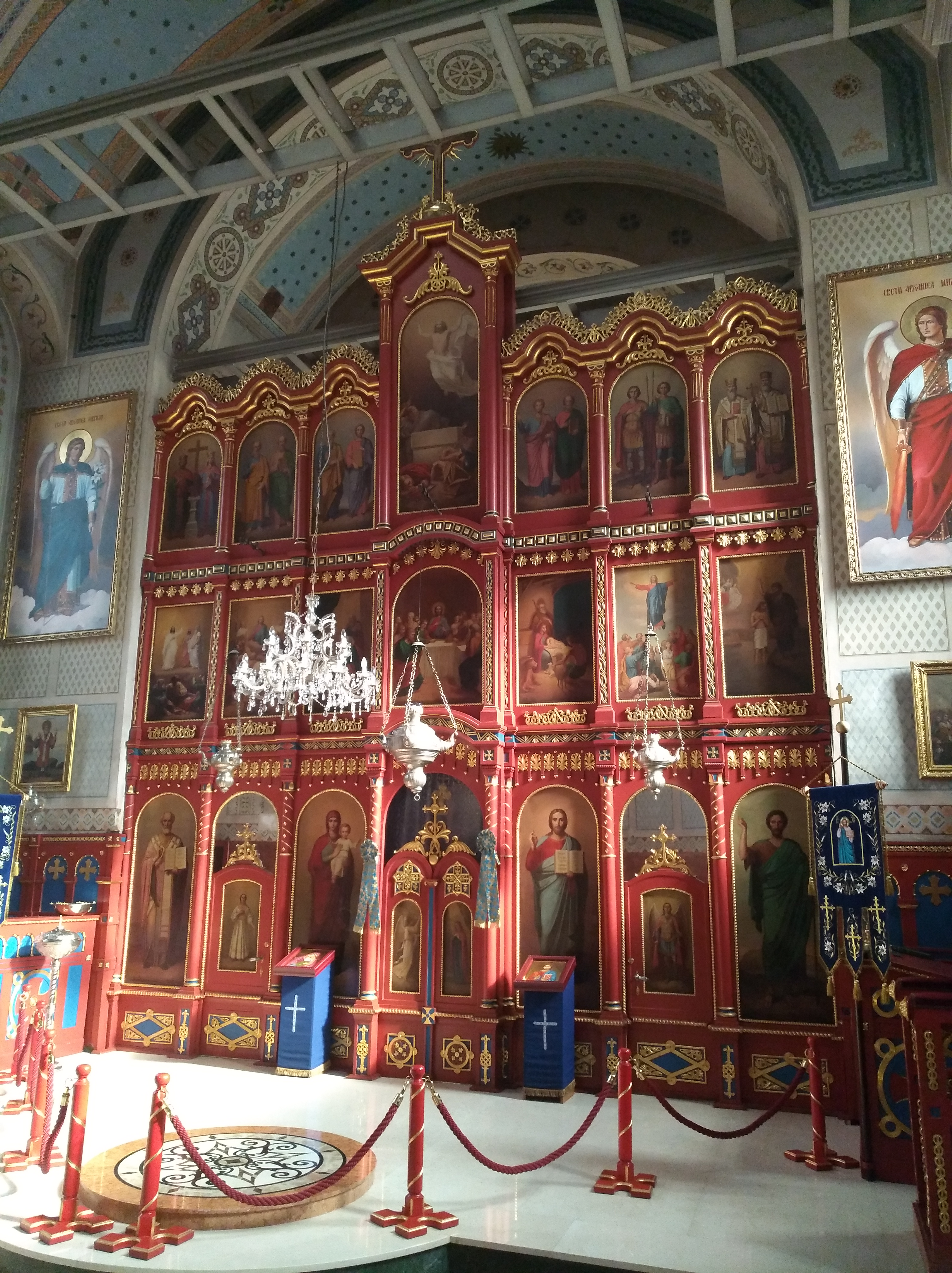
Ikonostase

Die Mariä-Himmelfahrt-Kathedrale (bosnisch Saborni hram Uspenja Presvete Bogorodice, serbisch-kyrillisch Саборни храм Успења Пресвете Богородице) ist ein serbisch-orthodoxer Sakralbau in Tuzla in Bosnien und Herzegowina. Am 4. Juli 2007 wurde die Kirche mit ihrem Umfeld zum nationalen Denkmal erklärt. Sie gehört zur Eparchie Zvornik-Tuzla (bosnisch Eparhija zvorničko-tuzlanska).

## Lage
Die Kathedrale befindet sich östlich des Basarviertels (bosnisch Čaršija) und des Zentralparks (bosnisch Centralni park) zwischen den Straßen „Kulina bana“, „Mihajla i Živka Crnogorčevića“ und „Đorđa Mihajlovića“ im Stadtteil Donji Varoš (deutsch Unterstadt). Das Umfeld wird heute auch Srpska Varoš (deutsch serbisches Viertel) genannt.

## Geschichte
Schon in der Mitte des 10. Jahrhunderts galt das Gebiet von Tuzla in byzantinischen Quellen als christianisiert. So nennt es Kaiser Konstantin VII. im Werk De Administrando Imperio unter den getauften Gebieten. Bosnien und Herzegowina war bis zur Invasion durch das Osmanische Reich christlich geprägt, wobei sich orthodoxe und katholische Herrscher nachweisen lassen (siehe auch Soli (Bosnien)), so dass keine eindeutige Zuordnung erfolgen kann. Einzig bekannt ist, dass die Mitglieder der Bosnischen Kirche zum Zeitpunkt der Eroberung bereits marginalisiert waren. Trotz der fortschreitenden Islamisierung behielten viele Einwohner ihren Glauben, was von den Sultanen geduldet wurde. So waren am Anfang des 16. Jahrhunderts in Donja Tuzla, dem heutigen Stadtzentrum, 147 Haushalte muslimisch, aber 873 christlich, im zehn Kilometer entfernten Gornja Tuzla 149 muslimisch und 549 christlich. Ähnliche Verhältnisse lassen sich für andere Orte der Umgegend nachweisen.
Eine eigene orthodoxe Kirchenstruktur wurde allerdings unterbunden und erst 1557 mit dem Patriarchat von Peć wieder zugelassen, welches aber für ein enormes Gebiet zuständig war. Erster Patriarch wurde Makarius Sokolović, der ein Verwandter des ebenfalls aus Bosnien stammenden Großwesirs Sokollu Mehmed Pascha war. Der ihm untergeordnete und für Tuzla zuständige Metropolit hatte seinen Sitz in Zvornik. In der Folgezeit sind diese Metropoliten nicht lückenlos nachweisbar, etwa von 1690 bis 1766, so dass vermutlich zeitweise andere Metropoliten Zvornik kommissarisch verwalteten, wofür verschiedene Dokumente sprechen. Mitte des 17. Jahrhunderts lässt sich in Tuzla einer der drei orthodoxen Bischöfe (Vladika) im Sandschak Zvornik im Eyâlet Bosnien nachweisen. Im Jahr 1766 wurde das Patriarchat von Peć aufgehoben und Zvornik wurde als 60. Diözese in das Patriarchat von Konstantinopel eingegliedert. Tuzla erlangte nie die kirchliche Bedeutung Zvorniks und erst im Jahr 1852 wurde der Sitz durch den Metropoliten Agatangel nach Tuzla verlegt, was durch die Reform des Omer Pascha Latas im Jahr 1850 ermöglicht wurde. Offiziell bezog sich der Titel des Metropoliten aber weiterhin auf Zvornik und lautete „Erzbischof und Metropolit von Zvornik und Exarch von Oberdalmatien“ (serbisch-kyrillisch Архиепископ и митрополит Зворнички и егзарх Горње Далмације). Dies geschah vor dem Hintergrund der zunehmenden Schwächung des Osmanischen Reiches durch Kriege und Aufstände und so endeten auch die Bemühungen des Agatangel um den Aufbau eines kirchlichen Zentrums im Jahr 1858, nachdem er sich an einem Aufstandsversuch beteiligt hatte.
Dennoch war der Weg frei für den Bau neuer Kirchen und neben Sarajevo (Mariä-Geburt-Kathedrale) und Mostar erhielt auch Tuzla einen großen Neubau. Agatangel hatte bis dahin einen Baukomplex mit Schule und anderen Räumlichkeiten begonnen, der ab 1854 auch eine Mariä-Entschlafens-Kapelle enthielt. Zudem erwarb ein Gemeindemitglied aber ein Grundstück, auf dem in den Jahren 1874 bis 1882 schließlich die Kathedrale nach Plänen von Anton Linardović entstand. Die Baumeister stammten aus Šabac und Ohrid. Steine für den Neubau gewann man auch aus dem Abriss des Baukomplexes und von dessen Kapelle. Neben Spenden der einheimischen Bevölkerung gelang die Finanzierung durch Zuwendungen seitens des osmanischen Gouverneurs (bosnisch Mutesarif) Mustafa-paša sowie des österreichischen Kaisers Franz Joseph I. Der Neubau hatte mit Schwierigkeiten zu kämpfen: Im Herbst 1875 wurde die unfertige Kuppel abgerissen, nachdem sie eingestürzt war. Zudem kam es durch Aufstände zur Einstellung der Arbeiten. Auch gab es Berichte von mangelnder Qualität und nächtlichen Sabotageakten. Nach dem währenddessen erfolgten Okkupationsfeldzug in Bosnien im Jahr 1878 regulierte Österreich-Ungarn die kirchlichen Verhältnisse und erlangte durch ein Konkordat mit dem Patriarchat von Konstantinopel Einfluss auf die Besetzung der kirchlichen Ämter, indem es die Gehälter der Bischöfe übernahm und zusätzlich jährlich Gelder an das Patriarchat überwies. Damit endete auch die Phase griechischer Geistlicher. In den Jahren 1909 und 1910 wurde eine erste Renovierung des Sakralbaus durchgeführt.
Nach dem Attentat von Sarajevo kam es zu schweren Repressalien gegen die serbisch-orthodoxe Bevölkerung in Tuzla und Umgebung, weil sich die Attentäter in Tuzla trafen, verschiedene logistische Hilfen erhielten und ihre Waffen im Umfeld der Kirche versteckt hatten. Durch die Gründung des serbischen Patriarchats nach dem Ersten Weltkrieg verlor der Bischof von Zvornik-Tuzla den Titel des Metropoliten und im Königreich Jugoslawien blieb der Bischofssitz in den Jahren von 1921 bis 1929 gänzlich unbesetzt. In den Jahren von 1923 bis 1925 erfolgte dennoch eine Sanierung samt Neuweihe am 15. August 1925.
Im NDH-Staat wurde dem Metropoliten Nektarije die Ausübung seines Amtes im April 1941 untersagt und er nach Belgrad versetzt. Es kam wie schon im Ersten Weltkrieg zu zahlreichen Gewalttaten gegen Vertreter der Kirche und gegen Kirchengebäude. Der Abriss der Kathedrale im Jahr 1943 wurde nur durch das Einschreiten des Muftis von Tuzla verhindert. Nach dem Zweiten Weltkrieg stabilisierte sich die Situation und die Metropoliten blieben jeweils lange im Amt (Nektarije noch bis 1955, ihm folgte Longin bis 1977 und diesem Vasilije bis 2013). Aufgrund des Bosnienkriegs wurde sein Sitz aber nach Bijeljina verlegt, wo die Bischöfe von Zvornik-Tuzla seitdem residieren, und wo in den Jahren von 1999 bis 2009 eine neue Mariä-Geburt-Kathedrale geweiht wurde.
Weitere Sanierungen der Kathedrale in Tuzla sind für das Jahr 1968 sowie für die 1980er Jahre belegt. Im Jahr 1968 war diese notwendig, da es zu Senkungserscheinungen kam. Erste Risse zeigten sich bereits 1956. Da diese auf den Salzabbau zurückgeführt wurden, musste die zuständige Gesellschaft die Kosten übernehmen. Beauftragt wurde Vjekoslav Marendić aus Sarajevo. Die Untersuchung ergab auch, dass sich Turm und Kirche voneinander weg bewegten. Daher versuchte man mit Stahlseilen Halt zu schaffen, weshalb man mehr als 7,7 Tonnen Stahl verbaute. Um die Prozesse weiter im Auge zu behalten, kontrollierte man jährlich Referenzpunkte und begann ab 1982 wieder Bewegungen zu registrieren. Eine Expertenkommission stellte zwei Jahre später zahlreiche Risse fest, verneinte aber die Gefährdung der Stabilität und Funktionalität des Gebäudes. Es folgten weitere Untersuchungen des Erdreichs und im Jahr 1987 war die Kathedrale aufgrund der Bergbauschäden endgültig sanierungsbedürftig. So hatte sich ein Teil der Kirche um 80 Zentimeter geneigt, obwohl die Prognose der Gutachten der Vorjahre deutlich weniger angenommen hatte. Auch der Bischofspalast (bosnisch Vladikin dvor) war betroffen.

## Baubeschreibung
Die Kathedrale ist einschiffig gestaltet und besitzt neben dem Langhaus eine Vorhalle und einen Altarraum. Sie ist 28,64 Meter lang und 13,55 Meter breit. Vier kleine Kuppeln umgeben die Zentralkuppel auf dem Schiff. Jede der Kuppeln besitzt eigene Fensterreihen, wobei die Zentralkuppel mit 16 Rundbogenfenstern die höchste Anzahl aufweist. Jedes ihrer Fenster ist einen Meter breit und 2,7 Meter hoch. Die Kuppeln werden jeweils von einem Reichsapfel bekrönt. Die barocke Turmhaube mit Zwiebel und Laterne wurde bei einem Umbau im frühen 20. Jahrhundert  in eine kleinere Kuppel abgeändert, um sie stärker der byzantinischen Architektur zuzuordnen. Seitdem ist er nur noch 34,5 Meter hoch. Alle Dächer sind mit Kupferblech gedeckt. Die Fassade wird u. a. durch einen Fries aufgelockert. Die ehemaligen Nebeneingänge der Kirche im Norden und Süden wurden im Jahr 1988 mit überkuppelten Anbauten verschlossen, in denen sich Nischen zum Anzünden von Kerzen befinden. Die Schiff-Fenster sind mit einer Höhe von 3,5 Metern vergleichsweise klein ausgefallen. Selbst das profilierte Hauptportal übertrifft diese mit seinen 3,9 Metern Höhe. Es wird von Apsiden flankiert. Die 16,5 Meter hohe Hauptapsis befindet sich im Osten des Gotteshauses, der Turm im Westen, allerdings ist die Kirche nicht streng in Ost-West-Richtung erbaut worden. Den westlichen Friedhofseingang ziert ein dreibogiger Torbau.

## Innen
Im Narthexraum führt eine Treppe zur Chorempore hinauf, die sich an der Westseite befindet, und auch der Anbindung an den Kirchturm dient. Durch eine Kolonnade mit massiven Pfeilern betritt man den eigentlichen Kirchenschiffraum. Die Wände der Kirche sind mit verschiedenen floralen und geometrischen Ornamenten in Seccomalerei verziert. Die Kuppel ziert einen Sternenhimmel mit Engeln, die der Apsis ein Christus Pantokrator. Die Denkmalentscheidung des Jahres 2007 erstreckt sich auch auf die Ikonostase, die in den Jahren 1909 und 1910 entstand. Ihre Schnitzerei stammt von einem Serben aus Budapest, die Gemälde vom Maler Marko Gregović aus Mostar. Zu sehen sind zwanzig Ikonen sowie die Kaiserpforte mit der Verkündigungsszene. Die Einfassung ist gold-rot gestaltet, die Arkaden am Rand hingegen in rot-blau mit goldenen Details. Die untere horizontale Reihe zeigt v. l. n. r. St. Nikolaus, Stephanus, die Muttergottes, die Kaiserpforte, Christus Pantokrator, Michael und Johannes der Täufer. Darüber finden sich Bibelszenen: Die Verklärung des Herrn, Die Himmelfahrt der Heiligen Jungfrau, Die Geburt der Allerheiligsten Gottesmutter, Das letzte Abendmahl, Die Geburt Christi, Die Himmelfahrt Christi und Die Taufe Christi. Die oberste Reihe zeigt Konstantin und Helena, Peter und Paul, Matthäus und Markus, Die Himmelfahrt Christi, Lukas und Johannes, Demetrios und Georg sowie Kyrill und Method. Neben dem Altar befindet sich eine Sava-Kapelle.
Zahlreiche weitere Ikonen zieren die Wände der Kirche. Als Teil des beweglichen Erbes zählt zudem ein Grab Christi (bosnisch Hristov grob) in der Nordwestecke der Kirche zum Denkmalbereich. Es wurde aus Holz gestaltet, ist 3,75 Meter hoch, 1,65 Meter breit und 1,69 Meter lang. Verziert wurde es mit einer Grablegung Christi, zudem mit einem Baldachin auf vier Säulen, den ein 1,16 Meter hohes, vergoldetes Kreuz krönte, das sich heute am Altartisch befindet, und mit Abbildungen der Evangelisten, der Kreuzigung Christi und der Gottesmutter ausgestaltet ist. Schließlich umfasst das bewegliche Erbe zwei Throne. An der Südseite des Kirchenschiffes befindet der Sava-Thron, der aus Holz geschaffen wurde und dessen Rückwand Sava als Erzbischof zeigt. An der Nordseite des Kirchenschiffes steht der Lazar-Thron, dessen Rückwand Lazar als Erzbischof zeigt. Beide Throne tragen eine Krone und dienen dem Metropoliten während des Gottesdienstes als Sitz. Die Darstellungen an ihnen schuf ebenfalls Gregović.